# Din Zahur
Din Zahur (ur. 19 stycznia 1933) – pakistański zapaśnik walczący w stylu wolnym. Olimpijczyk z Melbourne 1956, gdzie zajął siódme miejsce w kategorii do 57 kg.

## Letnie Igrzyska Olimpijskie 1956
| Konkurencja      | Rundy eliminacyjne       | Rundy eliminacyjne    | Rundy eliminacyjne      | Klas. końcowa |
| Konkurencja      | Przeciwnik I             | Przeciwnik II         | Przeciwnik III          | Miejsce       |
| ---------------- | ------------------------ | --------------------- | ----------------------- | ------------- |
| 57 kg styl wolny | Geoffrey Jameson (AUS) Z | Lee Sang-gyun (KOR) P | Michaił Szachow (SUN) P | 7.            |